# Chaparrastique
Der Chaparrastique oder Volcán de San Miguel Bosotlan ist ein Schichtvulkan in El Salvador.
Er befindet sich im Departamento San Miguel etwa 11 Kilometer südwestlich der Stadt San Miguel, einige Kilometer südöstlich der Caldera des älteren Vulkans Chinameca.
Chaparrastique bedeutet Strauchlandschaft auf warmer Erde. Von den Einheimischen wird der Anteil der Pflanzen an der Erosionsbekämpfung als wesentlich eingeschätzt, was zum Begriff der landschaftsverändernden Pflanzen führt. Auf dem Chaparrastique wird bis zur Waldgrenze Kaffee angebaut und es wachsen Agaven. An den Hängen des Chaparrastique lebt eine endemische Unterart des Laucharassaris, Aulacorhynchus prasinus volcanius.
Der zentrale Krater hat einen Durchmesser von etwa 800 Meter und zahlreiche Stellen, an denen zeitweise Lava austritt. Seit der Gründung von San Miguel im Jahr 1530 wurde achtmal der Austritt von Lavaströmen aus Rissen des Vulkans beobachtet, unter anderem am 20. Juli 1844 und 1855.
Die Form seines symmetrischen Basaltandesit-Kegels gehört zu den am regelmäßig ausgebildetsten in Zentralamerika. Er zählt zu den sechs aktivsten Vulkanen in El Salvador. Es wurden 26 Ausbrüche in den letzten 304 Jahren registriert. Der heftigste fand 1787 statt.
2006 wurde in der Umgebung des Vulkans eine erhöhte seismische Aktivität festgestellt.

## Eruption 2013

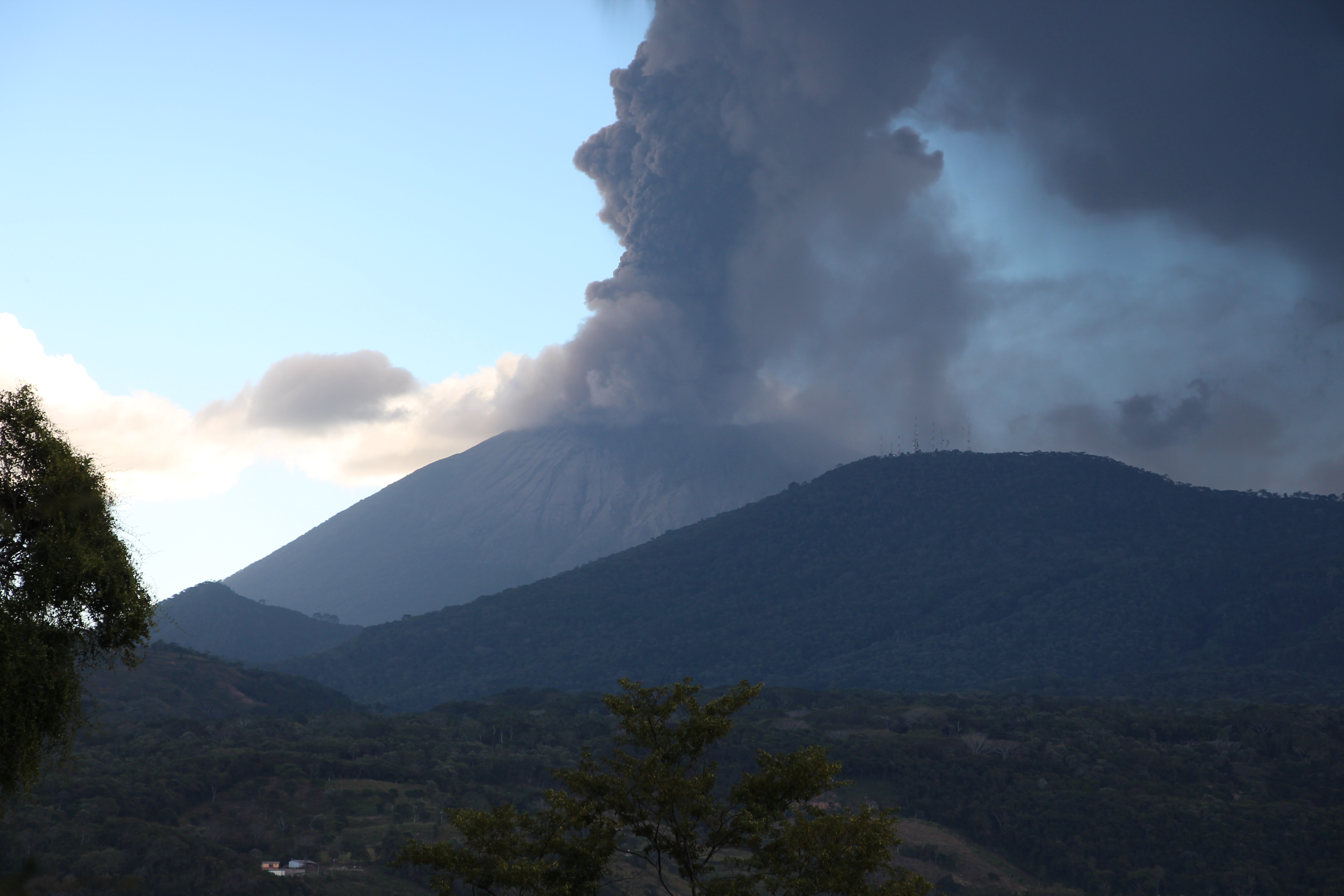
Eruption Dezember 2013

Nach Angaben des Ministeriums für Umwelt, wurde der Vulkan nach 37 Jahren am Sonntag, den 29. Dezember 2013 um 10:30 Uhr wieder aktiv. Chaparrastique produzierte eine rund 5 Kilometer hohe Säule aus Gas und Asche. Die Behörden warnten die Bewohner sich nicht in die Nähe des Vulkans zu begeben. Bereits seit 13. Dezember 2013 war eine erhöhte Aktivität im Inneren des Vulkans festgestellt worden. 
Der internationale Flughafen in San Salvador stellte zahlreiche geplante Flüge ein, alleine am Abend des 29. Dezember wurden 33 Flüge wegen der Aschewolke abgesagt. Betroffene Fluggesellschaften waren unter anderen Iberia und United Airlines.

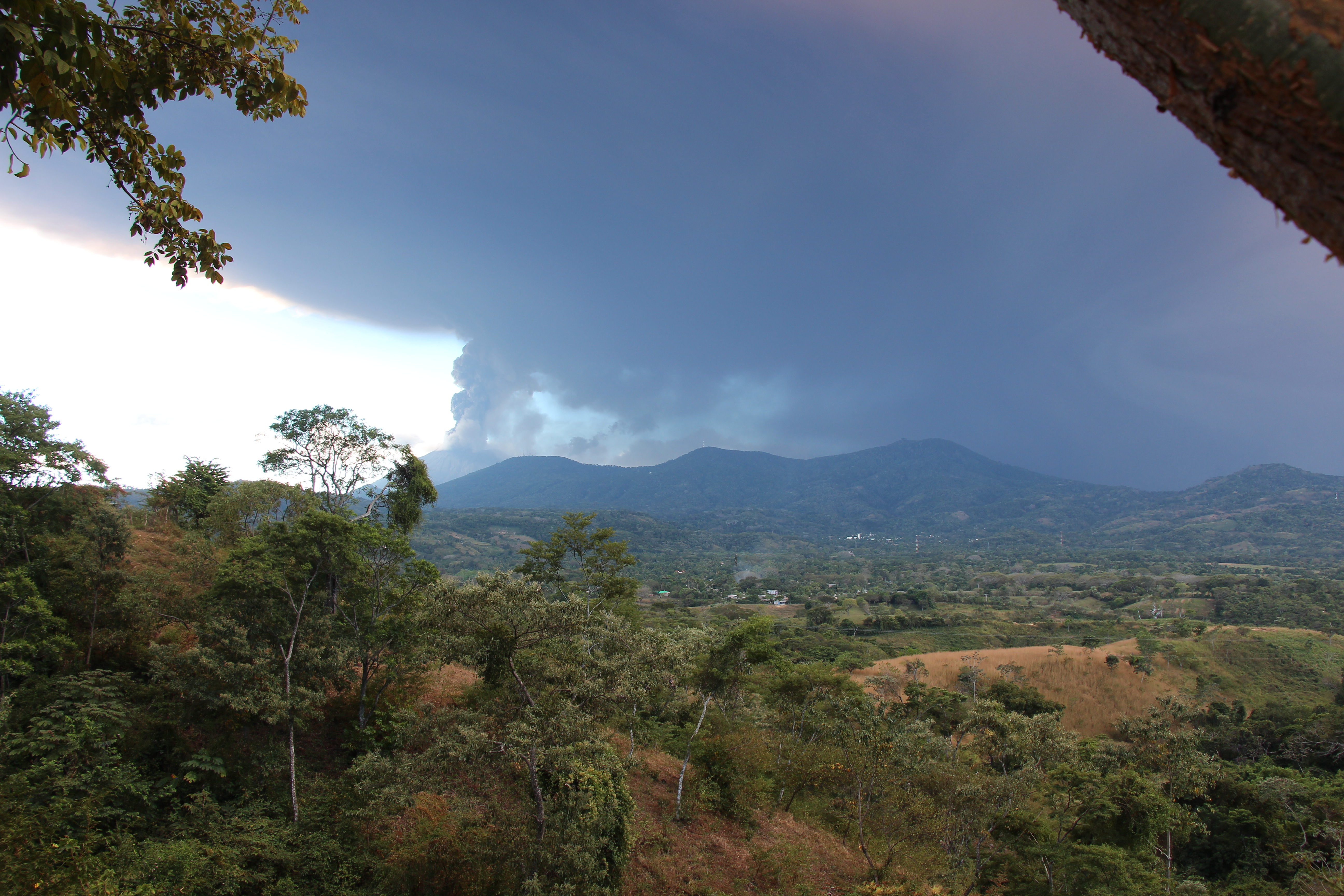

Es wurde eine temporäre Schutzzone in dem Bereich um den Vulkan ausgerufen. Wie der Zivilschutz in El Salvador mitteilte waren rund 5000 Menschen in der Provinz von San Miguel betroffen; im Radius von rund drei Kilometern um den Vulkan mussten rund 2000 Anwohner ihre Wohnungen räumen. Präsident Mauricio Funes warnte die Menschen im Radio vor einem möglichen Anstieg der seismischen Aktivitäten. Der regionale Radiosender Chaparrastique 106.1 FM San Miguel informiert die Bevölkerung laufend über die weitere aktuelle Situation. Am 1. Januar 2014 wurde eine neue Folge von eruptiven Ausbrüchen mit erhöhter Emission von Schwefeldioxid registriert.